# Mushihime-sama Futari
Mushihime-sama Futari (虫姫さま?) è un videogioco sparatutto bullet hell sviluppato dalla Cave e distribuito come cabinato il 27 ottobre 2006 ed è seguito diretto di Mushihime-sama. Il 21 aprile 2009 fu annunciata ad una conferenza della Microsoft che Mushihime-sama Futari sarebbe stato distribuito in Giappone per Xbox 360.

## Versioni arcade e revisioni

### Versione 1.0
Le modalità di gioco disponibili sono: Originale e Maniac e si può sbloccare la Modalità Ultra. Il gioco comprende 5 livelli, ognuno con un proprio boss e un boss-intermedio. Si possono selezionare due personaggi - Reco e Palm - e, per entrambi, decidere se utilizzare lo sparo normal o abnormal. Il sistema di punteggio principale si basa sul collezionare gemme. Nella modalità Originale ed in quella Ultra, c'è un contatore delle gemme che cambia colore da verde a blu ogni 500 gemme raccolte. Si raccolgono più gemme uccidendo i nemici con il laser (tasto A) quando il contatore è blu e con lo sparo normale (tasto C) quando il contatore è verde. C'è un contatore per le gemme collezionate in totale ed uno per quelle accumulate in ogni livello: quest'ultimo viene ovviamente azzerato al termine di ognuno. Nella modalità Maniac utilizzando il tasto C si riempie una barra contatore, mentre con il tasto A la si svuota. Sparando con C si incrementa anche un apposito moltiplicatore. Quando la barra è piena e lampeggia di rosso, uccidere i nemici con A aumenta la quantità di gemme acquisite. Quando il contatore delle gemme è vuoto, uccidere nemici con A usa il moltiplicatore accumulato. A Questo punto le gemme blu vengono rilasciate, ed il moltiplicatore si riduce per ogni gemma blu rilasciata. Il massimo moltiplicatore accumulabile è 9999.

### Versione 1.01
Debutta al Cave Festival del 2006 e include la meccanica della versione 1.5. Sono stati sistemati i bug della 1.0.

### Versione 1.5
Questa versione sostituisce la 1.0 come versione standard. Gli oggetti ed il sistema di gioco sono stati modificati come anche i pattern, soprattutto nei boss. Questa versione è considerata più semplice rispetto alla 1.0. La modalità Ultra è subito presente ed il contatore delle gemme cambia colore ogni 2000 gemme accumulate (invece che ogni 500).

### Arcade Black Label Release
Pubblicata nel 2007, si tratta di una versione arcade limitata e molto rara, ne esistono solo 150 schede ed include i seguenti cambiamenti:
- I livelli 2, 3 e 5 sono colorati e cromati differentemente
- Non è possibile selezionare il tipo di sparo, ne esiste solo uno ed è a metà fra il normal e l'abnormal delle precedenti versioni ma è molto più potente. Entrambi i personaggi si muovono molto più velocemente rispetto alla versione 1.5
- Un numero maggiore di nemici che sparano più proiettili
- Il sistema di punteggio è diverso. In modalità Original il contatore cambia colore ogni 3000 gemme e c'è un avviso sonoro ad indicarlo. Le gemme blu, che valgono più punti, si possono accumulare quando i nemici vengono uccisi da molto vicino. Quando il contatore del livello arriva a 9999, se si è sufficientemente vicini ai nemici, questi, rilasciano gemme blu. La velocità dei proiettili aumenta quando il contatore di livello arriva a 9999 ed in proporzione al contatore totale. In modalità Maniac si acquisiscono più gemme uccidendo mostri con il tasto C quando la barra è rossa e la quantità di gemme è proporzionata alla vicinanza col nemico.
- Modalità God (極弩): sostituisce la modalità Ultra, presenta un sistema di punteggio lievemente modificato rispetto alla modalità Maniac. Il moltiplicatore massimo è aumentato a 30000. Le gemme addizionali collezionate utilizzando il tasto C a distanza ravvicinata sono presenti solo se il contatore è maggiore di 9999. A causa dell'eccessivo numero di proiettili su schermo, subisce molti più rallentamenti rispetto alla modalità Ultra. Alcuni giocatori considerano la modalità Maniac della versione 1.0 più difficile di questa modalità God.
- È stato aggiunto un nuovo boss finale: Spiritual Larsa. Si può affrontare solo completando la modalità God senza perdere vite. È considerato più semplice del boss finale della modalità Ultra.

### Black Label "Another Ver."
Commercializzata il 27/11/2009 per il mercato internazionale, da non vendersi in Giappone. Rispetto alla comune Black Label i boss hanno meno energia vitale.

### Versione Xbox 360
La versione per Xbox 360 include le modalità Arcade Version 1.5, Novice e Xbox 360 Arrange. In aggiunta, la versione Arcade Black Label si può scaricare per 1200 Microsoft Points dal Marketplace Xbox Live. Le prime copie prodotte contenevano un codice per scaricare la versione 1.0 gratuitamente. Esiste un'edizione limitata che comprende un CD con la colonna sonora, una cover per la parte frontale della Xbox 360 e due schede telefoniche raffigurati i protagonisti del gioco. Successivamente è stata anche pubblicata una versione Platinum. 
Tutte le versioni del gioco sono region-free, questo significa che possono essere riprodotte indistintamente su console PAL, NTSC o JP. Si può scegliere fra la grafica originale ed una nuova ad alta risoluzione. Si può giocare in modalità TATE, cioè con schermo verticale, ed è possibile varirare molte opzioni grafiche.

#### Arrange Mode
Esclusiva della versione  Xbox 360, permette di giocare solo in singolo e secondo regole speciali: se il giocatore è colpito non perde una vita, ma rilascia una bomba (a meno che il giocatore non disponga di bombe). Si può cambiare tra i due personaggi, Reco e Palm, ed il personaggio non attivo è accanto a quello giocante ma non può essere colpito. Inoltre il cambiare tra i due personaggi permette un'invincibilità momentanea. In questa modalità però non si può selezionare il tipo di sparo.

#### iOS Port
Ad aprile, Cave ha distribuito una versione per il sistema operativo iOS di Apple. Si intitola Bug Princess (era già uscito Mushihime-sama col titolo Bug Princess). Il gioco contiene l'opzione "wait control" che consente al giocatore di far rallentare i proiettili quando sono troppi. Tecnicamente è la prima volta che il gioco viene commercializzato a livello internazionale.

## Personaggi
Un personaggio extra è aggiunto al gioco. La trama di base riguarda Larsa, protagonista dell'antagonista del primo titolo - Aki - e vuole assolutamente vendicarsi di Reco. Suo figlio minore Palm ricerca Reco per comprendere la verità sul fratello. Reco scopre Palm perduto nella foresta e diventano amici, e Palm, apprendendo la verità, decide di fermare la furia della madre.

### Reco
Pilota di Riko, spara proiettili ad ampio raggio.

### Palm
Fratello minore di Aki, concentra il fuoco alleato meglio degli altri.

### Kiniro
Guerriero di Reco.

### Hirow
Guerriero di Palm.

### Larsa
Madre di Palm, prima antagonista della storia, vuole vendicarsi di Reco per la morte del figlio "Aki". Pilota il boss del quinto livello, il Dragone Emperion.

## Accoglienza
La rivista "Famitsu Xbox360" a cadenza mensile valuta il gioco con 8/8/7/6, per un totale di 29/40, mentre quella settimanale valuta il gioco 8/7/7/7, per un totale di 29/40. Oli Clarke Smith della NTSC-UK valutò il gioco con un 9/10.

## Colonna sonora
La colonna sonora originale di Mushihime-sama Futari su CD è uscita il 30 maggio 2007 in Giappone, pubblicata dalla Cave, e da allora è fuori produzione.